# Andreas Krogh
Andreas Krogh (n. 9 iulie 1894, Christiania, Suedia-Norvegia – d. 26 aprilie 1964, Oslo, Norvegia) a fost un patinator artistic ce a reprezentat Norvegia, medaliat olimpic. A participat la o ediție a Jocurilor Olimpice (1920) în care a câștigat o medalie de argint.

## Participări
Lista de mai jos prezintă principalele competiții la care a participat Andreas Krogh de-a lungul carierei.
- patinage artistique aux Jeux olympiques d'été de 1920 – individuel hommes[*]